# 志薫
韓志薫（： Han Ji-hoon，2006年3月28日—），藝名為JIHOON（韓語：지훈），韓國歌手。 為HYBE旗下公司PLEDIS娛樂推出的男子音樂團體TWS成員，亦為年紀排行第五的成員，在團內擔任主舞、領唱、副rap。2024年1月22日，透過迷你專輯《Sparkling Blue》在韓國出道。曾為Trainee A預備出道成員。

## 生涯

### 出道前
2006年3月28日出生於韓國首爾特別市江南區大峙洞，本貫清州韓氏，家庭成員有父母及一位大4歲的姐姐。於2022入學韓林演藝藝術高等學校實用舞蹈科，目前已於2025年2月17日畢業。
韓志薫從小就非常熱愛舞蹈，他因為感受到了用舞蹈傳達訊息的魅力，為此去了解了現代舞和舞蹈治療之後，認為他要成為能夠傳遞這種訊息的人，必須得要有基礎。國中二年級時，韓志薫開始練習以Hip hop為基礎的舞蹈課，他喜歡跳舞與唱歌，因此希望繼續做下去，但他卻因為無法得到客觀的評價而苦惱，此時了解到了試鏡，他認為若是看到結果，應該就沒有那麼迷茫了。於是韓志薫在父母的支持之下，準備了歌曲和舞蹈參加了試鏡，開啟了他的練習生之路。
韓志薫在加入Move Dance Studio後，2017年，在12歲時於WINNER的REALLY REALLY舞者翻唱比賽中獲得了第二名，並通過試鏡成為YG娛樂練習生。之後也曾至JYP娛樂當練習生約兩年的時間。14歲時他就開始幫前輩錄製舞蹈Demo，Stray Kids的〈Easy〉這首歌的舞蹈Demo中也能見到他的身影。2020年，成為BIGHIT MUSIC練習生，2021年被公開為預備出道的男子團體Trainee A成員。2022年12月，Trainee A出道計劃被取消後，2023年被PLEDIS娛樂招回做練習生，因此韓志薫是最後一個加入TWS的成員。

### 2024年至今：TWS時期
2024年1月2日，發行出道單曲《Oh Mymy : 7s》。後於1月3日，發布個人影片公布及介紹成員，韓志薫是團體中第五位公開的成員。
2024年1月22日，透過發行首張迷你專輯《Sparkling Blue》於韓國正式出道。
2024年6月24日，透過發行第二張迷你專輯《SUMMER BEAT!》進行出道後首次回歸。
2024年7月13日，在《Show! 音樂中心》擔任特別MC，是志薫第一次擔任節目主持人。
2024年11月25日，透過發行第一張單曲專輯《Last Bell》進行出道後第二次回歸。

## 音樂作品
— 所屬團體之作品請參閱 TWS (團體)#音樂作品。

## 媒體作品
— 所屬團體之作品請參閱 TWS (團體)#媒體作品。

### 特別主持
| 年份   | 播放日期 | 電視台 | 節目名稱           | 合作藝人   | 備註   |
| 2024年 | 7月13日  | MBC    | 《Show! 音樂中心》 | 申惟、道勳 | 特別MC |

## 獎項與榮譽
— 所屬團體之獎項請參閱 TWS (團體)#獎項與榮譽。

## 外部連結
- 官方网站